# Bel Amica
Bel Amica és un vaixell, qualificat com un «vaixell fantasma» descobert a la costa de Sardenya, a la vora de Punta Volpe, el 24 d'agost de 2006. El servei de guardacostes italià va descobrir el vaixell sense aparent tripulació a bord. Es va abordar la nau i va ser dirigida lluny de la costa rocosa i les aigües poc profundes. Una vegada abordat el vaixell, es va descobrir un dinar mig consumit d'origen egipci, mapes francesos de mars nord-africans, una pila de roba, i la bandera de Luxemburg.
El vaixell ha estat descrit com una goleta «clàssica» d'estil abans mai vist a Itàlia, ni havia estat matriculada a Itàlia ni qualsevol altre país on es va investigar. L'única identificació a bord del vaixell va ser una placa de fusta descrita com «Bel Amica», o «Bona Amiga». Interessant sobre aquest nom per al vaixell és que estava ortografiat malament, faltant-ne una addicional «L» per llegir aquesta frase en italià modern.
Poc després, diaris italians van informar que el propietari havia estat trobat. Franco Rouayrux, de Luxemburg, va ser identificat com l'amo de la nau. Havia deixat ancorada la nau en alta mar -per raons nebuloses»- i va indicar que havia esperat tornar al iot, després d'una estada a casa seva per una emergència. La premsa italiana va informar que podria tractar-se d'una temptativa d'evitar pagar els elevats impostos de naus de luxe.
Molts informes en el temps van identificar el «Bel Amica» com una goleta. Aquest terme és associat amb freqüència amb velers de l'era de prevapor; tanmateix, és simplement un nom tècnic per a la disposició de les veles. Goletes de moltes mides estan en la producció actual. L'errada a l'hora d'identificar aquest iot modern com un vaixell antic va aprofundir el misteri i probablement va contribuir a l'interès internacional, encara que solament breument. De tota manera, no s'ha pogut precisar l'edat del vaixell, encara que podria ser de finals del segle xix. Es va valorar en 300.000 lliures esterlines.